# 納茂鎮區
納茂鎮，或譯那卯鎮，為緬甸馬圭省馬圭縣的鎮區。2014年人口206,996人，區域面積2,308.2平方公里。該鎮下分124個村莊。納茂為該鎮之首府。該鎮為緬甸獨立英雄，翁山蘇姬的父親翁山之出生地。

## 外部連結
- "Magwe Google Satellite Map" （页面存档备份，存于） Maplandia